# Gerardo Segarelli
Gerard ou Gherardo ou Gherardino Segarelli ou Segalelli (nascido em cerca de 1240 em Segalara, Sala Baganza perto de Parma - morto em 18 de julho de 1300 em Parma) foi o fundador dos Irmãos Apostólicos (em latim Apostolici). Ele foi queimado na fogueira pela Inquisição em 1300. 
Quando jovem, aplicou-se para a admissão a um mosteiro franciscano em Parma, mas foi recusado porque aparentemente apresentou sintomas de uma mente doentia. No entanto, permaneceu ao redor do mosteiro por algum tempo, muitas vezes, visitando o convento e a igreja se sentando ou ajoelhando-se diante do altar da Irmandade de São Francisco. Influenciado talvez por uma representação sobre o altar dos doze Apóstolos, Segarelli permitiu que sua barba e cabelo crescesse, andava descalço e usava apenas uma túnica branca na imitação dos cristãos primitivos. 
Depois de vender os seus bens em 1260, vai para o mercado de Parma e distribui seu salário. Segarelli perambulava pelas ruas chamando o povo ao arrependimento, anunciando que o reino dos Céus estava em suas mãos e pedia o seu sustento em nome de Cristo. 
Continuou nessa atividade durante três anos até que um "Roberto" - que tinha sido um servo dos Franciscanos, juntou-se a ele, antes do final deste ano cerca de trinta indivíduos mais se juntariam ao grupo. Segarelli começou a pregar em outras cidades e o seu número de seguidores cresceu entre os pobres. Após algumas hesitações iniciais, ele concordou em ser eleito o seu líder. O grupo caminhava pelas ruas cantando hinos, pregando para aqueles que ouvem e comendo o que o povo os oferecia, compartilhando-o com os pobres. 
O movimento eventualmente se espalhou não só na Lombardia, mas também na Alemanha, França, Espanha e Inglaterra. Entretanto, seria na Lombardia, onde os discípulos de Segarelli teriam grande sucesso e começariam a atrair os inimigos. O bispo de Parma foi informado em 1280 que Segarelli estava dirigindo invectivas contra a Igreja. Por isso ele apreendeu Segarelli imediatamente. Após exame, as autoridades concluíram que ele era um pobre, demente, visionário e o libertaram. 
Em 1286 porém, provavelmente pressionado pela Inquisição, o bispo proibiu-o na cidade. Mas Segarelli desobedeceu em 1294 e retornou clandestinamente a sua cidade natal. Novamente submetido ao Bispo, ele abjurou e foi condenado à prisão perpétua, enquanto que quatro de seus seguidores foram queimados vivos. No entanto, em 1300, não está claro porque ele voltou a ser interrogado pelo inquisidor geral de Parma. Declarado culpado de reincidência em erros que ele havia anteriormente abjurado, ele foi queimado na fogueira.

## Ver Também
- Frei Dolcino
- Irmãos Apostólicos